# Prosorrincs
Els prosorrincs (Prosorrhyncha) són un subordre d'insectes de l'ordre dels hemípters. Inclou el tàxon tradicional Heteroptera i el tàxon germà, la família Peloridiidae. No hi ha acord sobre l'estatus d'aquest tàxon. El nom va ser proposat per Sorensen et al. 1995.
El nom Heteropteroidea (Schlee, 1969) és més antic que el de Prosorrhyncha, però aquest té preferència sobre altres noms perquè els sufixos dels noms més antics (-oidea) està reservat, segon el Codi Internacional de Nomenclatura Zoològica, per al rang de superfamília.